# Porta Tiburtina

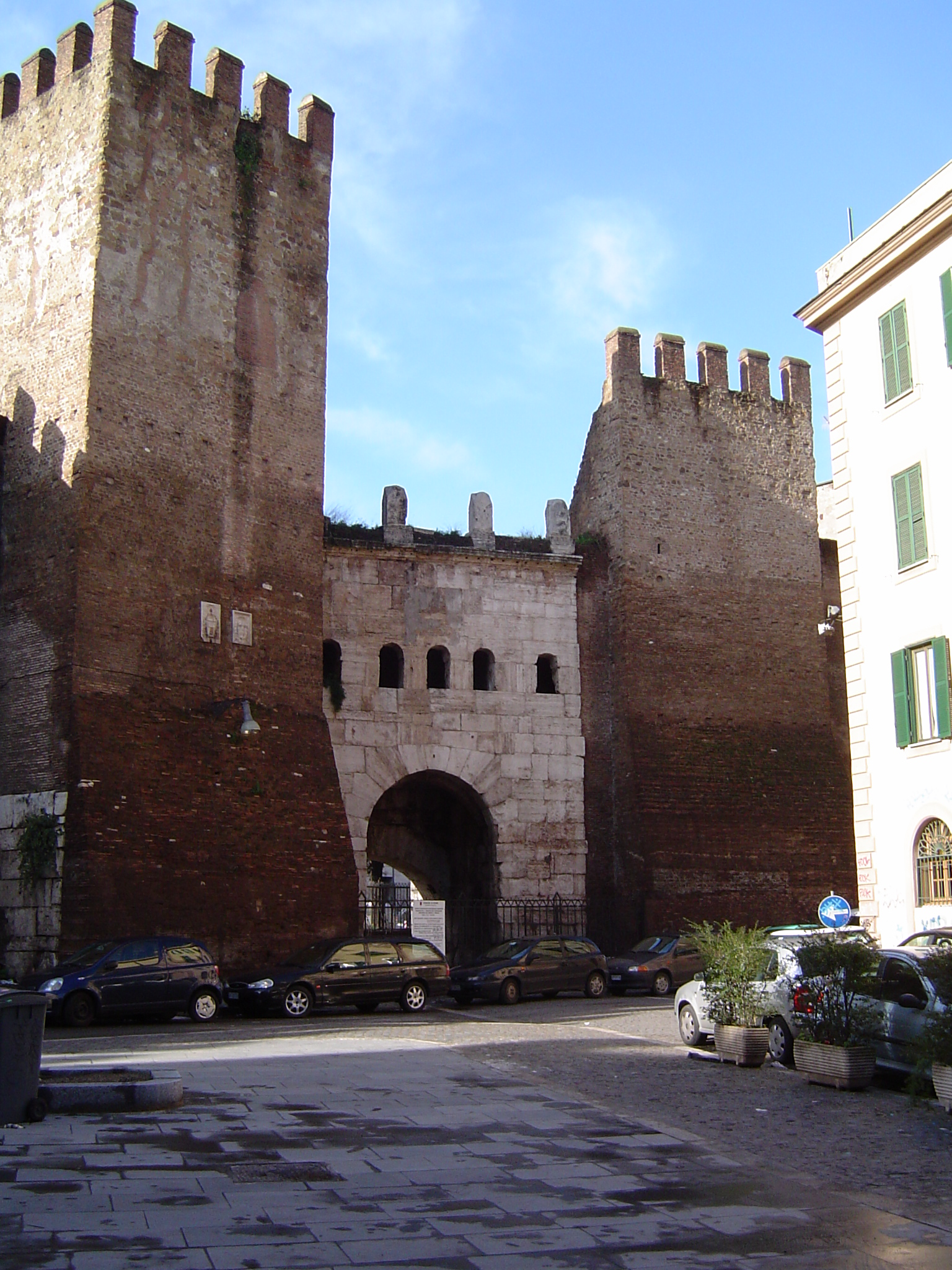
Lato esterno della Porta Tiburtina

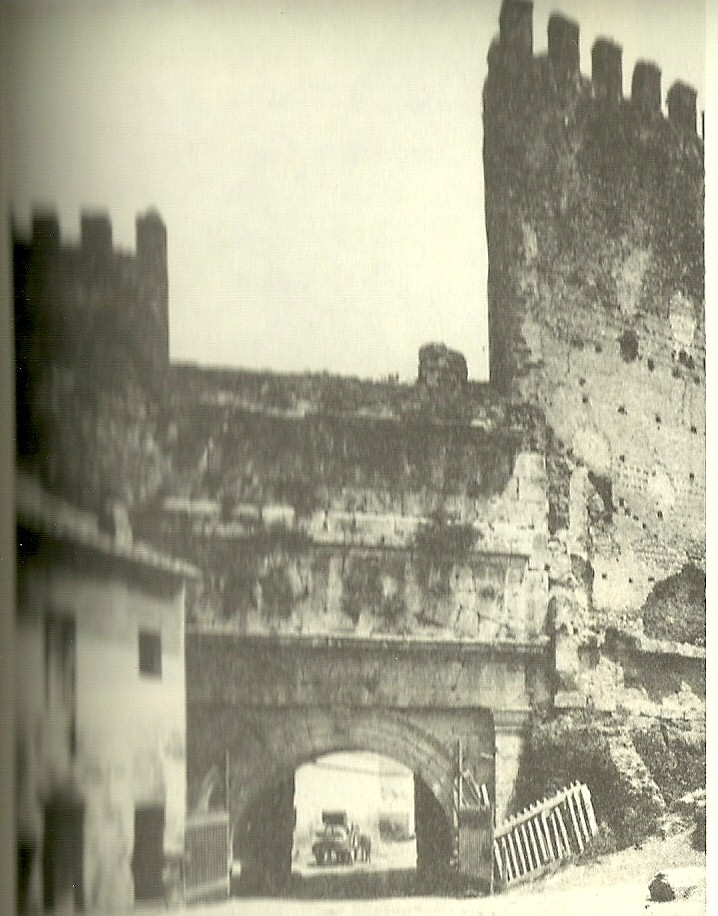
L'interno della Porta Tiburtina in una foto d'epoca

Porta Tiburtina o Porta San Lorenzo è una porta d'ingresso nelle Mura Aureliane di Roma, attraverso la quale la via Tiburtina usciva dalla città.

## Storia
La storia della porta inizia ben prima che le Mura Aureliane in cui è inserita fossero edificate. Nel 5 a.C. Augusto costruì infatti un arco in questo punto, dove si incontravano tre acquedotti, l'Aqua Marcia, l'Aqua Iulia e l'Aqua Tepula, per consentire il passaggio degli stessi sopra la sede viaria. Da qui usciva infatti l'importante via Tiburtina ("via per Tivoli"), dalla quale si staccavano subito la via Collatina e un diverticulum ad lapicidinas vineae Quirini. L'arco fu poi restaurato dagli imperatori Tito e Caracalla.
Tra il 270 e il 275 l'arco venne inglobato nelle Mura Aureliane: l'imperatore Aureliano ebbe necessità di fornire rapidamente delle mura difensive alla città, e ordinò di inglobare il più possibile nelle mura strutture già esistenti (come ad esempio la casa privata, regolarmente espropriata, nei pressi della porta), anche per evitare di lasciarne fuori edifici che potessero essere usati da forze ostili. Un altro espediente per accelerare i tempi fu quello di aprire un'unica porta in corrispondenza o subito prima di un bivio; così la Porta Tiburtina si trova poco prima che l'omonima strada si divida dalla via Collatina, come la Porta Maggiore si trova in corrispondenza della biforcazione tra le vie Prenestina e Labicana, anche se in entrambi i casi la presenza degli archi degli acquedotti ha reso quasi obbligata la scelta.
Quando poi l'imperatore Onorio, liberata la zona circostante dall'immensa mole di detriti accumulatasi in 130 anni (abbassando pertanto il livello stradale fin quasi alle fondamenta della cinta), restaurò e rinforzò le mura (401-402), costruì una seconda struttura, posta esternamente alla prima, sulla cui sommità furono aperte cinque piccole finestre, che illuminavano la camera da cui veniva manovrata la cancellata di chiusura della porta. In tal modo l'intera struttura si presenta con un doppio aspetto architettonico: quello romano repubblicano verso l'interno e quello tardoantico, con i merli e le torri, sul lato esterno. Inoltre, la base della porta esterna risulta essere circa un metro e mezzo sopraelevata rispetto alla base dell'arco augusteo e con un'apertura non simmetrica rispetto a quest'ultimo. Tutto ciò dimostra quanto lo scopo della viabilità fosse del tutto secondario rispetto a quello della difesa.
La datazione della porta esterna è comunque certificata da un'iscrizione quasi integra (visibile anche su un lato della vicina Porta Maggiore) che, oltre alle consuete lodi per gli imperatori Arcadio ed Onorio, riporta, come curatore dell'opera, il nome di Flavio Macrobio Longiniano, prefetto di Roma nel 402:
IMPP. CAESS. DD. NN. INVICTISSIMIS PRINCIPIBVS

ARCADIO ET HONORIO VICTORIBVS AC TRIVMPHATORIBVS

SEMPER AVGG. OB INSTAVRATOS VRBI AETERNAE MVROS

PORTAS AC TVRRES EGESTIS IMMENSIS RVDERIBVS EX

SVGGESTIONE V[iri] C[larissimi] ET INLUSTRIS MILITIS

ET MAGISTRI VTRIVSQ[ue] MILITIAE FL[avii] STILICONIS

AD PERPETVITATEM NOMINIS EORVM SIMVLACRA CONSTITVIT

CVRANTE FL[avio] MACROBIO LONGINIANO V[iro] C[larissimo]

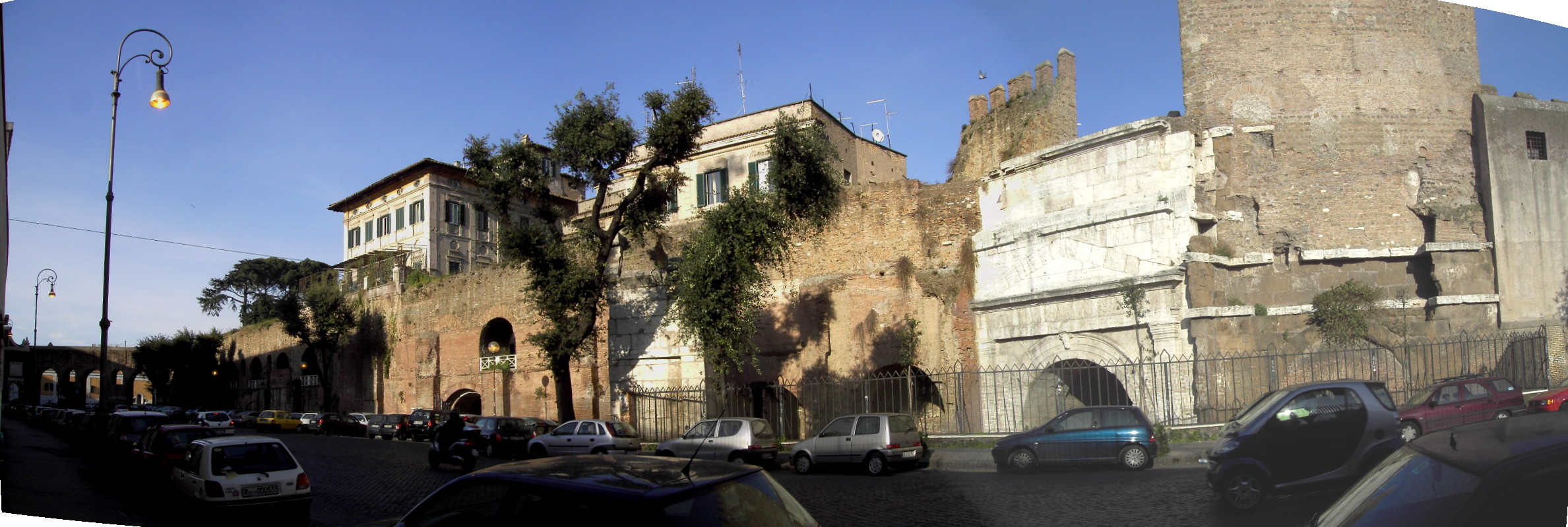
Vista del lato interno delle Mura Aureliane, con il marmo bianco dell'arco di Augusto a indicare la porta.

L'iscrizione risulta di un certo interesse storico anche perché contiene il nome di Stilicone, il generale romano giustiziato nel 408 perché accusato di tradimento e connivenza con il visigoto Alarico I. Il suo nome subì una damnatio memoriae e venne abraso da tutte le iscrizioni e cancellato da tutte le fonti ufficiali. Si trattò però di una damnatio parziale, perché, mentre sull'iscrizione della Porta Tiburtina il nome di Stilicone risulta essere stato eliminato, non altrettanto è accaduto su quella, identica, di Porta Maggiore.
Probabilmente Onorio sostituì anche le torri semicircolari dell'epoca di Aureliano con quelle quadrate tuttora esistenti.. Secondo altre versioni la squadratura delle torri potrebbe essere stata effettuata a seguito di un restauro, nel XVI secolo, ad opera di Alessandro Farnese.
A partire dall'VIII secolo, la porta subì quel processo di cristianizzazione della nomenclatura degli accessi cittadini, comune a molti altri ingressi, e cambiò nome in Porta San Lorenzo, poiché subito dopo essere uscita dalla città, la via Tiburtina portava alla basilica di San Lorenzo fuori le mura. Infatti, “dalla porta diramava un portico simile al Vaticano ed all'Ostiense, che conduceva al santuario Laurenziano.”.
Al tempo stesso, però, il popolo iniziò a chiamarla anche Capo de' Bove o Porta Taurina, per i bucrani (teste di toro) che decorano sia il travertino dell'arco di Augusto che l'architrave della porta esterna. I due tori, però, oltre che in posizione asimmetrica, sono anche molto diversi tra loro, essendo l'aspetto di quello interno molto più grasso e pasciuto rispetto a quello esterno, magro e macilento; questa differenza era interpretata dal popolino medievale come la diversa condizione tra chi vive fuori e chi abita all'interno della città, protetto e al sicuro. Interessante anche una possibile chiave di lettura “politica”: in città c'era il Papa, circondato dal clero e dai nobili.
Nel 410 qui si abbatterono inutilmente gli attacchi delle orde di Alarico I, che poi riuscì ad entrare più a nord, dalla Porta Salaria, dando inizio a quello che passò alla storia come il Sacco di Roma.
La porta fece anche da palcoscenico alla Battaglia di Porta San Lorenzo (20 novembre 1347), in cui Cola di Rienzo ottenne una schiacciante vittoria contro i baroni, uccidendone il comandante Stefano Colonna il Giovane.
L'arco eretto da Augusto, che ora forma il lato interno della porta e si trova ad un livello alquanto più basso dell'odierno livello stradale, è interamente in travertino, in ottimo stato di conservazione. L'attico è attraversato dai tre acquedotti e reca tre iscrizioni . Quella superiore, in corrispondenza del canale della Aqua Iulia, risale all'anno di costruzione dell'arco e riporta:

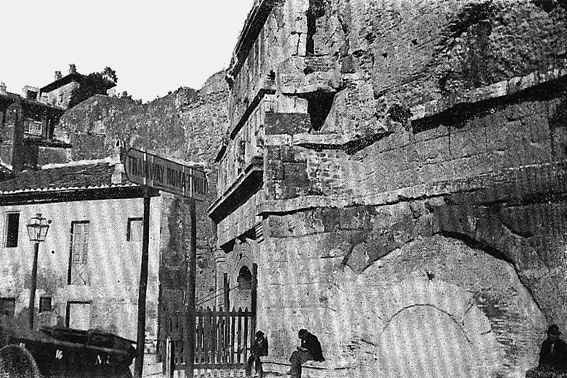
Foto che mostra due dei canali presenti sopra la porta vera e propria

Al centro, sulla conduttura dell'Aqua Tepula, si trova l'iscrizione risalente al restauro di Caracalla nel 212:
Sul canale inferiore, quello dell'Aqua Marcia, c'è l'iscrizione celebrante il restauro voluto da Tito nel 79: